# Elaphropus congener
Elaphropus congener är en skalbaggsart som beskrevs av Thomas Casey. Elaphropus congener ingår i släktet Elaphropus och familjen jordlöpare. Inga underarter finns listade i Catalogue of Life.